# Targeta magnètica

Cara posterior d'una targeta magnètica

Una targeta magnètica és una làmina amb una banda magnètica on es poden registrar unes dades i llegir-les posteriorment amb rapidesa (p. ex.: per identificació d'un usuari).

## Banda magnètica
Una banda magnètica (anomenada de vegades magstripe com a abreviació de magnetic stripe) és tota aquella banda fosca present en targetes de crèdit, abonaments de transport públic o carnets personals que està composta per partícules ferromagnètiques incrustades en una matriu de resina (generalment epoxi) i que emmagatzemen certa quantitat d'informació mitjançant una codificació determinada que polaritza aquestes partícules. La banda magnètica és gravada o llegida mitjançant contacte físic passant-la a través d'un cap lectora/escriptora gràcies al fenomen de la inducció magnètica. En aplicacions estàndard de targetes identificació, com les usades per a les transaccions financeres, la informació continguda a la banda magnètica s'organitza en diferents pistes. El format i estructura de dades d'aquestes pistes estan regulats pels estàndards internacionals ISO7813 (per a les pistes 1 i 2) i ISO4909 (per a la pista 3).

## Aplicacions

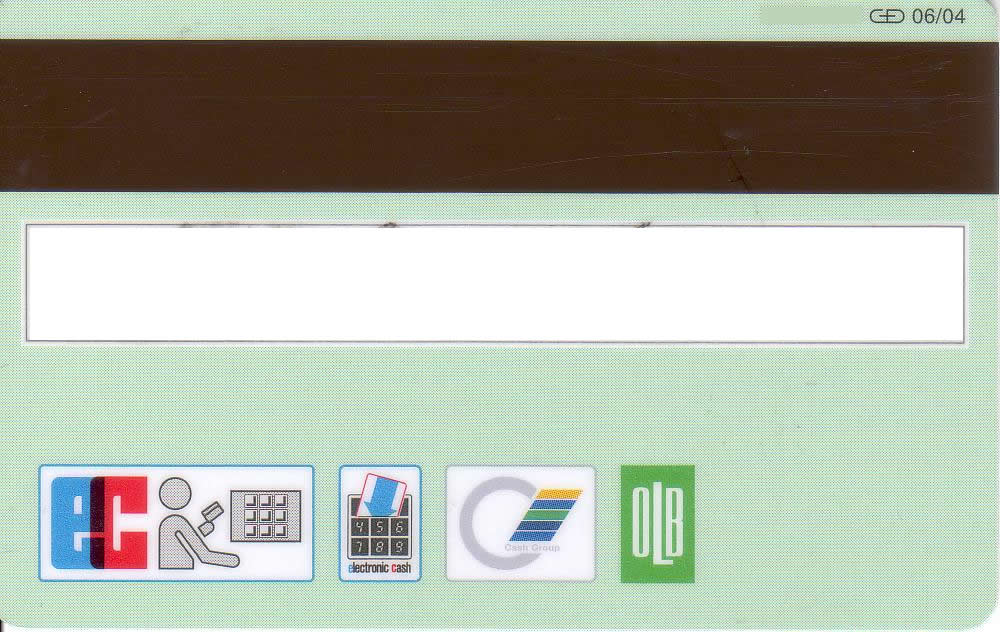
Targeta amb banda magnètica.

Alguns usos que se'ls dona aquestes targetes són:
- Targeta de crèdit i de dèbit ja comentades.
- Abonament multiviatge (o monoviatge) per al transport públic.
- Val com a pagament d'un servei. Dispensació d'aigua, temps de joc en una màquina, o un pagament en línia
- Forrellats electrònics.
- Caixes fortes.
- Programes de fidelització. El baix cost de la targeta de banda magnètica, molt menor que les tecnologies més segures, fa que sigui ideal per repartir sense cost als clients per a una aplicació de fidelització.

Aquestes targetes contrasten amb la nova generació de targetes intel·ligents que contenen un xip amb contactes metàl·lics, o targetes sense contacte que usen un camp magnètic o radiofreqüència (RFID) per a la lectura a una distància mitjana.